# Сегежский целлюлозно-бумажный комбинат

Сегежский ЦБК, панорама

АО «Сеге́жский ЦБК» (Сегежабумпром) — российское бумагоделательное предприятие, находится в городе Сегежа Республики Карелия.

## Общие сведения
На предприятии производится крафт-бумага, картон, мешочная продукция, крафт-лайнера (картон) для плоских слоёв, масло талловое, канифоль талловая, скипидар-сырец, жирные кислоты.

## История
Комбинат был построен в соответствии с Постановлением СНК СССР от 25 июля 1936 года на берегу озера Выг в Карельской АССР за 28 месяцев. Указом Президиума Верховного совета Карельской АССР от 24 апреля 1939 г. Сегежскому бумажно-целлюлозному комбинату было присвоено имя XVIII съезда ВКП(б). Первая очередь комбината была принята в эксплуатацию в июле 1939 года.
Предприятие полностью решило проблему обеспечения растущей экономики Советского Союза тарой из крафт-бумаги, к 1940 году было выпущено 42,8 млн бумажных мешков.
28 июня 1941 года был издан приказ НКВД СССР «О прекращении работ по строительству ЦБК в связи с началом войны».
В 1941 году оборудование комбината было эвакуировано в Архангельск и Тавду, а в мастерских завода в Сегеже было организовано производство миномётов, автоматов, мин, подвесных авиабензобаков.
В 1944 году возобновился выпуск целлюлозы, бумажных мешков и бумаги. К 1948 году объём выпуска превысил довоенный уровень в два раза.
24 июля 1948 года Указом Президиума Верховного Совета СССР коллектив ЦБК был награждён орденом Ленина, в этот период на комбинате трудились 3,5 тыс. работников.
В 1960-е годы на комбинате была проведена крупная техническая реконструкция. В 1964 году была сдана в эксплуатацию 8-я бумагоделательная машина, равная по мощности остальным семи. На Сегежском целлюлозно-бумажном и деревообрабатывающем комбинате в 1961 г. была сооружена воздушно-канатная дорога, по которой отходы лесопиления и деревообработки подавались контейнерами на гидролизный завод комбината, где они перерабатывались в спирт и другую ценную продукцию. В 1970-е годы вошли в строй ещё три скоростные широкоформатные бумагоделательные машины, четыре линии непрерывной варки и промывки целлюлозы, новый комплекс по производству 630 млн шт. бумажных мешков в год.
До середины 1980-х годов комбинат оставался главным поставщиком бумажных мешков для промышленности СССР. Кроме сульфатной целлюлозы и крафт-мешков, было организовано производство обёрточной бумаги, гидролизного спирта, канифоли, скипидара, сульфатного мыла, всходозащитной и армированной битумированной бумаги для агропромышленного комплекса и дорожного строительства.
В 1992 году комбинат был реорганизован в ОАО «Сегежабумпром» с государственным участием. В состав ОАО, наряду с ЦБК, вошли — лесопильно-деревообрабатывающий комбинат «Сегежский», ОАО «Сегежалес», «Валдайлес» и Чупинский ЛПХ.
В 1996 году 57,3 % акций «Сегежабумпрома» приобрела американская компания Stratton Group, которая в 1997 году вошла в состав шведского концерна Assi Domani Group.
В марте 1997 года владелец 57 % акций АО «Сегежабумпром» концерн Assi Domani Group остановил производство на комбинате. Причину остановки владельцы мотивировали отказом правительства Республики Карелия и России в предоставлении льгот предприятию по выплатам долга в Пенсионный фонд и бюджет, значительная часть экспортных поставок «Сегежабумпрома», прекращённых с марта, начали осуществлять европейские подразделения AssiDoman. В декабре 1997 года менеджмент AssiDoman остановил производственные мощности и покинул комбинат. Позже пакет акций ЦБК у концерна AssiDoman был выкуплен Сегежской управляющей компанией, созданной группой российских акционеров-менеджеров предприятия.
В сентябре 1998 Арбитражный суд Республики Карелия ввёл внешнее управление на ОАО «Сегежабумпром». В начале 1999 года производственные активы «Сегежабумпрома» были выделены в ОАО «Сегежский ЦБК», которое перешло под контроль Сегежской управляющей компании.
В мае 2000 года между ОАО «Сегежабумпром» и его кредиторами подписано мировое соглашение, утверждённое Арбитражным судом Республики Карелия. Процедура внешнего управления и дело о банкротстве были прекращены.
В 2006 году был основан лесопромышленный холдинг ЗАО «Инвестлеспром», в состав которого вошёл и Сегежский ЦБК, став крупнейшим целлюлозно-бумажным активом холдинга.
В 2014 году подконтрольное АФК «Система» ООО «ЛесИнвест» приобрело 100 % акций ОАО «Сегежский ЦБК».
В ноябре 2015 году началась реализация проекта модернизации Сегежского ЦБК, включающая в себя модернизацию варочной установки № 4, строительство новой БДМ и нового МТК. Общая сумма инвестиций по проекту — 200 млн евро, из которых 112 млн евро — стоимость оборудования. Проект является первым в России за последние 25 лет проектом с установкой новой БДМ.
В октябре 2016 года произведена модернизация варочной установки № 4 до 1150 тонн целлюлозы в сутки.
В ноябре 2017 года на новой БДМ № 11 на накат вышла первая бумага. В результате запуска машины производственные мощности на комбинате выросли на 30 % до 360 тысяч тонн мешочной бумаги, создано 195 новых высокотехнологичных рабочих мест.
В январе 2018 года обновлено лесо- и древесно-подготовительное оборудование, модернизирована рубительная машина № 1, слешерно-распиловочное устройство, два окорочных барабана и система подачи балансов двух потоков.
В мае 2018 в экспериментальном формате на БДМ-11 впервые выпущена суперпрочная бумага премиум качества. Также в мае впервые в истории отечественной целлюлозно-бумажной промышленности на БДМ-11 выпущена первая партия микрокрепированной белой упаковочной бумаги объемом 130 тонн.

## Руководители предприятия
- Мигулёв А. К. (1940—1945)
- Перепёлкин В. Т. (1945—1950)
- Глушков П. И. (1950—1959)
- Рогачевский Б. И. (1959—1960)
- Спасский А. Н. (1960—1963)
- Бойков Г. Г. (1963—1968)
- Звягин В. Г. (1968—1979)
- Адамов В. И. (1979—1981)
- Ермаков В. И. (1981—1996)
- Оберг К. С. (1996—1998)
- Преминин В. Ф. (1998—2007)
- Ермаков В. И. (2007—2012)
- Митрофанов А. Л. (2012—2014)
- Писарев М. А. с 2014 года
- Наумов Н. Ю. с 2015 года
- Пугачёв А. С. с 2017 года
- Торопов С. С. с 2018 года
- Иванов Г. И. с 2020 года
- Паньшин А. В. с 2021 года
- Поделелюк П. П. с 2021 года

## Потребляемое сырьё и готовый объём потребления
Древесина в виде круглого леса и щепы: 1999 г. — 668410 пл. м³ , 2000 г. — 960150 пл. м³ , 2001 г. — 1010800 пл. м³ , 2002 г. — 1082626 пл. м³, 2003 г. — 1150600 пл. м³, 2004 г. — 1058895 пл. м³.

## Мощности производства предприятия
Комбинат способен производить за год: до 414 тыс. тонн сульфатной целлюлозы, 330 тыс. тонн крафт-бумаги и крафт-лайнера и более 582 млн шт. бумажных мешков (на выделенном производстве «Сегежская упаковка»).

## Страны экспорта
Австралия, Бангладеш, Бельгия, Болгария, Великобритания, Венгрия, Вьетнам, Германия, Греция, Дания, Египет, Израиль, Индия, Индонезия, Иран, Ирландия, Испания, Италия, Камерун, Китай, Кения, КНДР, Ливан, Малайзия, Марокко, Нигерия, Нидерланды, Объединенные Арабские Эмираты, Португалия, Республика Корея, Сербия, Сингапур, Сирия, США, Тунис, Турция, Филиппины, Финляндия, Франция, Хорватия, Чехия, Швеция, Шри-Ланка.